# Castell del Catllar
|  | Per a altres significats, vegeu «Castell del Catllar (Vilallonga de Ter)». |

El castell del Catllar, s'alça a la part alta de la vila del mateix nom, damunt les restes d'un poblat fortificat a l'edat del ferro (segles VII-V aC) en un turó que domina un dels meandres del riu Gaià a la riba esquerra.

## Història
Tot i que la documentació escrita sobre el castell del Catllar situa el seu origen al segle xi, moment en què el riu Gaià era la frontera entre els comtats catalans i l'Àndalus, les excavacions arqueològiques fetes indicarien un origen musulmà, o fins i tot anterior.
Segons l'historiador E. Morera, l'any 1066, el terme del Catllar estava integrat dins el territori del lloc de Puigdelfí, cedit aquest mateix any pels comtes de Barcelona a Ponç de Montoliu amb la finalitat de bastir-hi una fortalesa. El lloc i el castell restà en possessió del llinatge dels Montoliu. Consta que Humbert de Montoliu, l'any 1344, va vendre a Pere de Requesens els drets que tenia sobre el castell i la vila. La introducció del llinatge Requesens també s'atribueix al matrimoni de Berenguer de Requesens amb Blanca de Montoliu senyora del Catllar i de Puigdelf-i. Això no obstant, en el fogatjament de l'any 1358, figura com a senyor del Catllar Bernat d'Olzinelles, tresorer de Pere III. Aquest any hi hagué una revolta de cavallers, inquiets per les imposicions sobre queviures bàsics acordades a les corts de Girona per ajudar el rei Pere III en la guerra contra Castella. Es fortificaren al castell de Catllar però les tropes reials assetjaren la vila. La revolta fou anorreada i els cavallers insurgents deportats a Sardenya.
Una descendent de Bernat, Beatriu d'Olzinelles, es casà amb Guerau de Queralt. La filla, Joana de Queralt, senyora del castell, es casà amb Ramon de Castellar i la filla, Elionor de Castellar fou instituïda senyora del feu que era en aquest moment enterament reial i lliure de tota altra jurisdicció, gaudint el senyor dels mer i mixt imperi i del domini sobre el terme i el poblat. L'any 1428, l'esmentada Joana de Queralt protagonitza, amb la senyora del castell de l'Argilaga, un enfrontament per afers jurisdiccionals. Aquest castell fou tingut en compte durant la guerra de la Generalitat contra el rei Joan II. L'any 1463, per tal de socórrer i armar la fortalesa, fou nomenat capità Roger de Clariana sota la senyoria d'Elionor de Pallars, filla d'Elionor de Castellar i de Roger, comte de Pallars. L'any 1466, morta sense fills Elionor de Pallars, rebé la senyoria Pere (IV) de Queralt. Ja en el segle xvi, destacà la defensa del castell que feu Guerau de Queralt, senyor del Catllar l'any 1592 contra més de cent homes que causaren danys importants.
Els descendents dels Queralt retingueren la senyoria fins a l'extinció de les senyories el segle xix.

## Arquitectura
En la fortificació, situada al cim d'un turó, la muralla s'estén de nord a sud. Als extrems hi ha dues torres que són els elements constructius més importants que s'han conservat del castell. A la banda est, la muralla que unia les torres s'adapta al terreny i és més arrodonida. A l'oest, és rectilínia amb un únic angle al mig. Les torres són lleugerament rectangulars d'uns 6 m de costat i una alçada de 12 a 14 m amb diverses espitlleres i finestres. A la torre més al nord hi ha una porteta a uns 6 m de terra. L'aparell constructiu de les torres és fet de pedres poc o molt treballades col·locades en filades. Els caires són fets de carreus més treballats. La datació se situaria al segle xiii. En el mur occidental hi ha algun «opus spicatum» segurament coetani a les torres o fins i tot posterior.
L'estructura que es pot veure actualment, és el resultat del seu creixement a partir de la muralla i torres originals a les que s'hi van afegir edificis i dependències majoritàriament entre els segles xiii i XVI.